# Michael Kogan
Michael Kogan (en ruso: Майкл Коган; Odesa, 1920 – Los Ángeles, 1984) fue un empresario ucraniano de origen judío. Se graduó en la Universidad de Waseda y fundó Taito Corporation en 1953. Murió durante un viaje de negocios en Los Ángeles en 1984. 
Su hijo, Abba, vive en Mónaco y colecciona antiguos autos de carreras, con los cuales compite alrededor del mundo. Su hija, Rita, vive en California y está casada con Richard Edlund, fundador de Boss Films Studios.
- Datos: Q967325